# Елтон Кабангу
Елтон Даніель Кабангу (нід. Elton Daniël Kabangu, нар. 8 лютого 1998, Кортрейк, Бельгія) — бельгійський футболіст конголезького походження, вінгер клубу «Юніон Сент-Жилуаз».

## Ігрова кар'єра
Займатися футболом Елтон Кабангу почав в молодіжній команді клубу «Гент». З 2016 року футболіста було внесено до заявки першої команди але в основі він так і не зумів зіграти жодного матчу і вже у 2017 році відбув в оренду до сусідніх Нідерландів у клуб Ерстедивізі «Ейндговен», де провів два наступні сезони.
Вдітку 2019 року Кабанга продовжив свою кар'єру в Нідерландах, підписавши контракт з клубом Ередивізі «Віллем ІІ». Першу гру у вищому нідерландському дивізіоні футболіст провів 1 вересня 2019 року, коли вийшов на заміну у матчі проти «Феєноорда».
Влітку 2023 року Кабанга повернувся до Бельгії, де приєднався до клубу «Юніон Сент-Жилуаз», з яким уклав угоду до 2026 року. 31 серпня 2023 року Елтон Кабанга дебютував у турнірі Ліги Європи у матчі раунду плей - офф проти швейцарського «Лугано».

## Досягнення
«Юніон»
- Володар Кубка Бельгії: 2023–24[4]
- Володар Суперкубка Бельгії: 2024[5]